# 酔いどれない競馬
『酔いどれない競馬』（よいどれないけいば）は、フジテレビ739で1999年4月から2008年1月28日まで放送されていた、競馬に関するテレビ番組。

## 概要
毎回競馬についての出演者のトークを中心に、前回の放送後に行われた重賞競走の回顧、開催が迫ったGI競走の展望、ゲストや競走馬に関連した過去のレース映像の放映、各局の競馬番組出演者との番組裏話、競馬界で問題になっていることなど、様々なテーマで放送。フジテレビが中継している中央競馬だけでなく、地方競馬や日本国外で行われている競馬も多く扱われた。また、番組の途中には視聴者からのFAXを紹介しており、そこからトークが発展したり、出演者が放送中に疑問に思ったこと（例えば昔のレースの勝ち馬など）を視聴者に聞くと、視聴者が即座にFAXを送って解決するといった活用もされていた。
放送形態は基本的に月1回、月末の月曜日の21:00 - 23:00の枠で生放送され、翌日以降に1回から2回再放送されていた。一時期火曜日に放送されていたこともあった。

## 番組の歴史

### 「酔いどれ競馬」としてスタート
フジテレビ739が開局した1999年4月に、毎回プロ野球、バレーボール、ゴルフなど様々なスポーツを特集する情報番組『CX Sports 739』の「酔いどれ競馬スペシャル」としてスタート。現在と同じく、ほぼ毎月1回のペースで放送していた。
番組名のとおり出演者が酒を飲み、酔いどれながら生放送するという形態だった。そのため、競馬の話から脱線することがしばしばあり、競馬番組でありながら放送開始から30分以上競馬の話をしないということもめずらしくなかったが、このような形態を多くのファンは支持していた。また、視聴者から地酒や酒の肴などの差し入れが送られてくることもよくあった。
「酔いどれ競馬」としては、放送開始から2001年3月26日まで24回放送された。

### 「酔いどれない競馬」へ番組名変更
『CX Sports 739』が2001年3月で終了するとともに単独の番組として独立。しかし、回を重ねるごとに出演者の酔いどれぶりがあまりにもエスカレートしたせいか、独立第1回の5月1日から放送中に酒を飲むことが禁止となり、タイトルも「酔いどれない競馬」に変更された。その第1回の放送で、視聴者からの復活希望FAXが100通を越えたら「酔いどれ」を復活させようと出演者が呼びかけたところ100通を越えるFAXが送られてきた。しかし、フジテレビCS事業部の方針は変わることは無かった。番組名変更から年月がたっても、「酔いどれ」復活を希望するファンは多かった。

## 出演者

### レギュラー
第1回の『酔いどれ競馬』から、この番組の象徴的存在の井崎脩五郎がレギュラーとして出演していたが、2005年4月25日の放送の後から長らく出演していなかった。2007年1月29日の放送で1年9ヶ月ぶりに出演したが、出演していなかった理由については特に発表されていない。
- 井崎脩五郎（競馬評論家）
- 須田鷹雄（競馬ライター）

### フジテレビアナウンサー
番組開始当初は三宅正治が司会を担当することが多かったが、三宅がプロ野球ニュース2000の司会を担当することになったため、2000年3月27日の放送で「卒業」となった。その後2004年頃までは、ほとんどの放送で吉田伸男が司会を務めていたが、2006年秋からはフジテレビの競馬担当アナウンサーが月替わりで担当していた。また、青嶋達也は番組内では「Aアナ」と呼ばれ、名前は出てくるもののなかなか出演が果たせなかったが、2003年5月13日に初出演してからはたびたび司会を務めていた。
- 堺正幸
- 三宅正治
- 塩原恒夫
- 青嶋達也
- 吉田伸男
- 福原直英
- 佐野瑞樹
- 福永一茂
- 長谷川豊
- 梅津弥英子
- 岡田浩揮[2]
- 中村仁美[3]
- 倉田大誠

## これまでに出演した主なゲスト

### 騎手
- 青木芳之（JRA）
- 後藤浩輝（JRA）
- 武幸四郎（JRA）
- 田中勝春（JRA）
- 松岡正海（JRA）

### 調教師・調教助手・厩務員
- 田部和則（調教師、ホッカイドウ競馬所属）
- 池江敏行（調教助手、JRA・池江泰郎厩舎所属）[4]

### 競馬評論家・ライター・トラックマン
- 秋山響（海外競馬ライター）
- 東信二（競馬評論家、元騎手）
- 阿部幸太郎（競馬評論家）
- 合田直弘（海外競馬評論家）
- 辻三蔵（ホースニュース・馬 トラックマン）
- 野元賢一（日経新聞運動部記者）
- 椋木宏（競馬エイト トラックマン）
- 吉田均（競馬エイト トラックマン）

### アナウンサー・司会者・キャスター
- 相川梨絵（フリー、元BSフジ『競馬大王』司会）[5]
- 浅野靖典（フリー、元グリーンチャンネル『中央競馬中継WEST』司会）
- 石山愛子（フリー、グリーンチャンネル『中央競馬中継EAST』司会）
- 及川暁（耳目社）[4]
- 岡部玲子（タレント、グリーンチャンネル『中央競馬中継WEST』司会）
- 小島友実（フリー、グリーンチャンネル『明日のレース分析』司会）
- さとう珠緒（タレント、元『スーパー競馬』司会）
- 荘司典子（フリー、グリーンチャンネル『中央競馬中継EAST』司会）
- 白川次郎（フリー、元ラジオNIKKEI）
- 杉本清（フリー、元関西テレビ）
- 鈴木淑子（競馬ジャーナリスト、グリーンチャンネル『RIDE ON 22』司会）
- 高橋華代子（フリー、TOKYO MX『東京シティ競馬中継』リポーター）
- 藤城真木子（フリー、元テレビ西日本『DREAM競馬』司会）
- 細江純子（ホースコラボレーター、元騎手）[6]
- 目黒貴子（タレント、『中央競馬ワイド中継』司会）
- 柳沼淳子（タレント、関西テレビ『DREAM競馬』司会）
- 若槻千夏（タレント、元『スーパー競馬」司会、『うまッチ!』出演）
- 渡辺和昭（ラジオNIKKEI）

### その他
- 鬼海弘吉（フジテレビ“キャメラマン”）
- 高橋源一郎（作家）
- 高橋敏之（JRA競走馬総合研究所研究員）
- 鳥海伯萃（占い師）
- 福地利幸・文江（足立区のスナック「シャトー」の経営者夫妻）
- もりちえみ（タレント、元『OBCドラマティック競馬』出演、後に『BSフジ競馬中継』、『ケイバdeブレイク』出演）
- 折笠均（JRA職員）
- 田中哲也（JRA職員）
- 西岡眞也（JRA職員・新馬券馬単3連複の説明で出演）

## 使用曲
オープニング後、およびエンディング
T-SQUARE『COPACABANA』（ヴィレッジミュージック）
オープニング
The Rembrandts『I'll Be There for You』